# Großenseebach
Großenseebach – miejscowość i gmina w Niemczech, w kraju związkowym Bawaria, w rejencji Środkowa Frankonia, w regionie Industrieregion Mittelfranken, w powiecie Erlangen-Höchstadt, wchodzi w skład wspólnoty administracyjnej Heßdorf. Leży około 10 km na północny zachód od Erlangen.

## Polityka
Rada gminy składa się z 14 członków:
|      | CSU / WGB | SPD | Freie Wähler | Razem     |
| 2008 | 4         | 3   | 7            | 14 miejsc |